# Parafia Matki Bożej Częstochowskiej w Lasecznie
Parafia Matki Bożej Częstochowskiej w Lasecznie – parafia rzymskokatolicka w diecezji elbląskiej. Erygowana ok. 1312 roku, reerygowana w 26 kwietnia 1972 roku przez warmińskiego administratora apostolskiego Józefa Drzazgę.
Na obszarze parafii leżą miejscowości: Laseczno, Mózgowo, Jędrychowo, Gulb, Nejdyki, Skarszewo, Trupel. Tereny te znajdują się w gminie Iława w powiecie iławskim w województwie warmińsko-mazurskim.
Kościół parafialny w Lasecznie został wybudowany ok. 1750 roku dla społeczności ewangelickiej. Po 1945 roku przekazany Kościołowi katolickiemu.